# 王則貞
王 則貞（おう そくてい）は、11世紀日本の商人。

## 概要
史料は少なく詳細は明らかではないが、国際的に名の知れた商人であった。大宰府観世音寺の重文十一面観音立像（1069年作）の墨書銘文に「府老」とある中国系住人、王則宗の一族と考えられている。
『高麗史』によれば1073年、金州に置かれた対外部署、東南海都部署より「日本国人の王則貞・松永年らが来り各種財物を進上し、更に壱岐の長官が藤井安国らを遣わし、王子、貴族に方物を献上する」という報告があり、開城への来訪を許可したとある。
『朝野群載』によれば1079年、高麗王文宗が大宰府に書状を送り日本の良医の来訪を求め、翌年朝廷から断りの返牒が出された、いわゆる「医師招請事件（請医一件）」が起こった。この高麗の書状には、「商客王則貞に預けて日本に届けさせる」と記述されている。
同時代に書かれた帥記や、後代の師守記に引用された記録からは、1080年に王則貞への処罰命令が出されている。罪状の名目としては、私人として渡航したにもかかわらず公人（公使）であるかのように帰国したからということと考えられている。
博多には11世紀から宋出身の商人が定住、帰化し、各国との交易を担った。これらのうちの一人と考えられている。